# Supercopa d'Espanya de bàsquet de 2010
La Supercopa espanyola de bàsquet 2010 es va disputar al Fernando Buesa Arena, a Vitòria. Els equips participants van ser:
- Caja Laboral Baskonia - equip organitzador i campió de la Lliga ACB 2009/10
- FC Barcelona Regal - Campió de l'Eurolliga 2009-10 i la Copa del Rei 2009
- Reial Madrid - 3r classificat de la Lliga ACB 2009/10
- Power Electronic València - Campió de la Copa ULEB 2009-10

## Quadre resum
|  | Semifinals              | Semifinals         |    |  | Final                   | Final |  |
|  |                         |                    |    |  |                         |       |  |
|  | 24 de setembre          |                    |    |  |                         |       |  |
|  | Caja Laboral            | 66                 |    |  |                         |       |  |
|  | P. Electronics València | 67                 |    |  |                         |       |  |
|  |                         |                    |    |  |                         |       |  |
|  |                         |                    |    |  | 25 de setembre          |       |  |
|  |                         |                    |    |  | P. Electronics València | 63    |  |
|  |                         | Regal FC Barcelona | 83 |  |                         |       |  |
|  |                         |                    |    |  |                         |       |  |
|  |                         |                    |    |  |                         |       |  |
|  |                         |                    |    |  |                         |       |  |
|  | 24 de setembre          |                    |    |  |                         |       |  |
|  | Regal FC Barcelona      | 89                 |    |  |                         |       |  |
|  | Reial Madrid            | 55                 |    |  |                         |       |  |

## Semifinals
|  |  |

| 24 de setembre del 2010, 19:00                                                                          |                                           |                                                                                                 |                                                             |
| Caja Laboral Baskonia · Pts. Mirza Teletovic 14 · Reb. Fernando San Emeterio 11 · Ass. Ribas, Huertas 4 | 66-67 1Q 20-18 2Q 17-16 3Q 15-19 4Q 14-14 | Power Electronics València · Pts. Serhí Lisxuk 18 · Reb. Savanovic, Sundov 7 · Ass. Omar Cook 6 | Fernando Bruesa Arena, Vitòria MArtín Beltrán Redondo Perea |
| |                                           |                                                                                                 | Fernando Bruesa Arena, Vitòria MArtín Beltrán Redondo Perea |

| 24 de setembre del 2010, 21:30                                                                   |                                          |                                                                                  |                                                         |
| Regal FC Barcelona · Pts. Terence Morris 16 · Reb. 3 jugadors amb 6 · Ass. Joan Carles Navarro 6 | 89-55 1Q 26-15 2Q 19-14 3Q 31-8 4Q 13-18 | Reial Madrid · Pts. Clay Tucker 15 · Reb. Felipe Reyes 5 · Ass. Pablo Prigioni 3 | Fernando Bruesa Arena, Vitòria Hierrezuelo Conde Peruga |
|                                                                                                  |                                          |                                                                                  | Fernando Bruesa Arena, Vitòria Hierrezuelo Conde Peruga |

## Final
| 25 de setembre del 2010, 19:00                                                                 |                                          |                                                                                               |                                                                     |
| Power Electronics València · Pts. Dusko Savanovic 16 · Reb. Bruno Sundov 10 · Ass. Omar Cook 5 | 83-63 1Q 26-21 2Q 14-8 3Q 23-18 4Q 20-16 | Regal FC Barcelona · Pts. Joan Carles Navarro 22 · Reb. Terence Morris 8 · Ass. Ricky Rubio 4 | Fernando Bruesa Arena, Vitòria Hierrezuelo Redondo Jiménez Trujillo |
|                                                                                                |                                          |                                                                                               | Fernando Bruesa Arena, Vitòria Hierrezuelo Redondo Jiménez Trujillo |